# Cranocarpus
Genre
Cranocarpus est un genre de plantes à fleurs dicotylédones de la famille des Fabaceae, sous-famille des Faboideae, originaire d'Amérique du Sud, qui comprend trois espèces acceptées.

## Liste d'espèces
Selon The Plant List (15 novembre 2018) :
- Cranocarpus gracilis Alf.Fern. & P.Bezerra
- Cranocarpus martii Benth.
- Cranocarpus mezii Taub.